# Selšček
Selšček – wieś w Słowenii, w gminie Cerknica. W 2018 roku liczyła 154 mieszkańców.